# Jordavio Ramos
Jordavio Alexandre Spínola Ramos (Juazeiro, 24 de dezembro de 1993), mais conhecido como Jordavio Ramos é um médico e político brasileiro, filiado ao Partido da Social Democracia Brasileira. Exerce seu primeiro mandato de Deputado Estadual pela Bahia, o qual foi eleito em 2022.
É filho da prefeita de Juazeiro Suzana Ramos.

## Desempenho Eleitoral
| Ano  | Eleição           | Cargo             | Partido | Partido | Coligação                                  | Vice | Votos para Márcio | Votos para Márcio | Votos para Márcio | Resultado | Ref   |
| Ano  | Eleição           | Cargo             | Partido | Partido | Coligação                                  | Vice | Total             | %                 | P.                | Resultado | Ref   |
| ---- | ----------------- | ----------------- | ------- | ------- | ------------------------------------------ | ---- | ----------------- | ----------------- | ----------------- | --------- | ----- |
| 2022 | Estadual da Bahia | Deputado Estadual |         | PSDB    | Federação PSDB Cidadania (PSDB, Cidadania) | —    | 64.569            | 0,81%             | 34°               | Eleito    | [ 7 ] |